# Saint-André-le-Désert
Saint-André-le-Désert är en kommun i departementet Saône-et-Loire i regionen Bourgogne-Franche-Comté i östra Frankrike. Kommunen ligger i kantonen Cluny som tillhör arrondissementet Mâcon. År 2022 hade Saint-André-le-Désert 245 invånare.

## Befolkningsutveckling
Antalet invånare i kommunen Saint-André-le-Désert
| Referens: INSEE |